# Тыргур
Тыргу́р — заимка в Боханском районе Иркутской области России. Входит в состав Каменского муниципального образования. 

## География
Находится на левом берегу верховья реки Тыргур (левый приток Иды), в 14 км к юго-востоку от центра сельского поселения, села Каменка, в 34,5 км к западу от районного центра, посёлка Бохан.

## Население
| 2002 | 2010 | 2011 | 2012 |
| ---- | ---- | ---- | ---- |
| 3    | ↘1   | →1   | ↘0   |

По данным Всероссийской переписи, в 2010 году на заимке проживал 1 мужчина.